# Stéphane Hessel

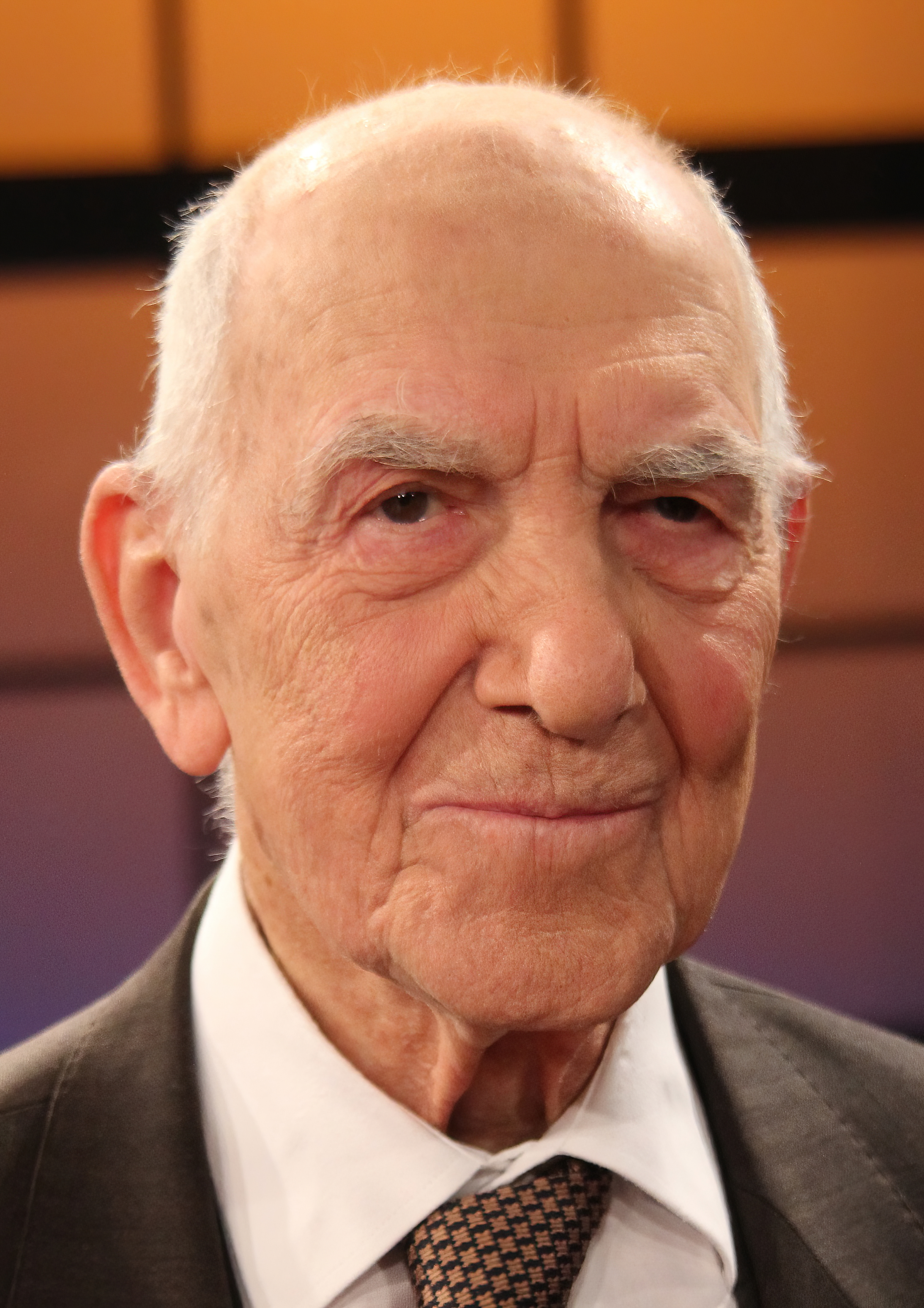
Stéphane Hessel (2012)

Stéphane Frédéric Hessel (* 20. Oktober 1917 als Stefan Friedrich Kaspar Hessel in Berlin; † 27. Februar 2013 in Paris) war ein französischer Diplomat, Lyriker, Essayist und politischer Aktivist. Er ist der Sohn des Autors Franz Hessel, kämpfte für die Résistance und überlebte das KZ Buchenwald, weil er im Lager den Namen eines ermordeten Mitgefangenen annahm.
Nach seiner KZ-Haft trat Hessel 1945 in den diplomatischen Dienst des französischen Außenministeriums ein. Seine diplomatische Laufbahn begann als Büroleiter des UN-Vize-Generalsekretärs Henri Laugier, der zu jener Zeit mit dem Entwurf der Allgemeinen Erklärung der Menschenrechte der UN befasst war. Es folgten bis 1982 weitere Stationen bei den Vereinten Nationen, aber auch auf anderen Posten und teilweise im Ausland. Danach wurde er in die Haute Autorité de la communication audiovisuelle (Regulierungsbehörde für Funk und Fernsehen) und danach in eine Arbeitsgruppe zur Ausländerintegration berufen. Im Ruhestand setzte er sich weiterhin für Frieden und Menschenrechte ein.
Große Aufmerksamkeit erregte im Jahr 2010 Hessels Essay Empört Euch!, in dem er scharfe Kritik an aktuellen politischen Entwicklungen übt und zum Widerstand aufruft. Bis Ende 2011 wurden davon in Frankreich über zwei Millionen Exemplare verkauft und in mehr als 40 Sprachen übersetzt. Die Protestbewegung in Spanien gegen die Folgen der Finanzkrise, die entsprechenden griechischen, französischen und portugiesischen sozialen Protestbewegungen sowie die Occupy-Bewegung beriefen sich teilweise auf ihn.

## Leben
Stéphane Hessel wurde 1917 als Stefan Friedrich Kaspar Hessel in Berlin geboren. Seine Eltern waren der deutsche Schriftsteller Franz Hessel, der aus einer assimilierten jüdischen Bankiersfamilie stammte, und die aus einer deutschen protestantischen Familie stammende Journalistin Helen Grund. Sein Bruder Ulrich wurde 1914 geboren. 1924 zog die Familie nach Paris, 1937 wurde Stéphane Hessel französischer Staatsbürger.
Er absolviert die Elitehochschule École normale supérieure in Paris.
Zu Beginn des Zweiten Weltkriegs geriet Hessel als Offizier der französischen Armee in deutsche Kriegsgefangenschaft, konnte aber über Südfrankreich, Marokko und Portugal nach London fliehen. Dort schloss er sich im Mai 1941 der französischen Résistance an und wurde mit einem Lastensegler in Frankreich abgesetzt. Im Juli 1944 wurde er von der Gestapo in Paris verhaftet, gefoltert und in das Konzentrationslager Buchenwald deportiert. Der als Spion zum Tode verurteilte Hessel überlebte nur, weil der Kapo Arthur Dietzsch ihm die Identität eines kurz zuvor verstorbenen Gefangenen verschaffte. Unter dessen Namen wurde Hessel in das Außenlager Rottleberode und später nach Mittelbau-Dora überstellt, wo u. a. die von Wernher von Braun entwickelten V2-Raketen produziert wurden. In Buchenwald lernte er den Schriftsteller Eugen Kogon kennen, mit dem ihn eine lebenslange Freundschaft verband. Beim Bahntransport in das KZ Bergen-Belsen konnte Hessel am 6. April 1945 flüchten.
Nach Ende des Zweiten Weltkrieges wurde Hessel 1946 in New York Büroleiter des UN-Vize-Generalsekretärs Henri Laugier. In Sitzungen der neu geschaffenen Menschenrechtskommission und auch bei den UNO-Generalversammlungen war er präsent, entgegen anderslautenden Presseberichten aber weder Mitglied der Kommission noch an der Erklärung der Menschenrechte beteiligt. Anschließend trieb er im Auftrag der UNO und des französischen Außenministeriums die Entkolonialisierung voran und vermittelte in Konflikten.
Entwicklungshilfe, Demokratie und Menschenrechte gehören zu den Themen, die Hessel besonders am Herzen lagen und für die er bis zuletzt kämpfte. 1962 gründete er in Frankreich die Vereinigung für die Ausbildung von afrikanischen und madagassischen Arbeitnehmern (Association de formation des travailleurs africains et malgaches, AFTAM), die sich für die Rechte von Afrikanern einsetzt, außerdem war er Mitglied der französischen Sektion der UN-Menschenrechtskommission. Vom französischen Staat erhielt er den Titel „Ambassadeur de France“.
Nach den Terroranschlägen am 11. September 2001 erregte Hessel Aufsehen, als er das „Collegium international“ zur Verhinderung eines Kriegs zwischen den Zivilisationen mitbegründete. Dabei forderte er auch die Regierung Israels zu einer anderen Politik auf („Dass Juden ihrerseits Kriegsverbrechen begehen können, ist unerträglich.“) und schloss sich der Forderung nach einem Boykott israelischer Produkte an.

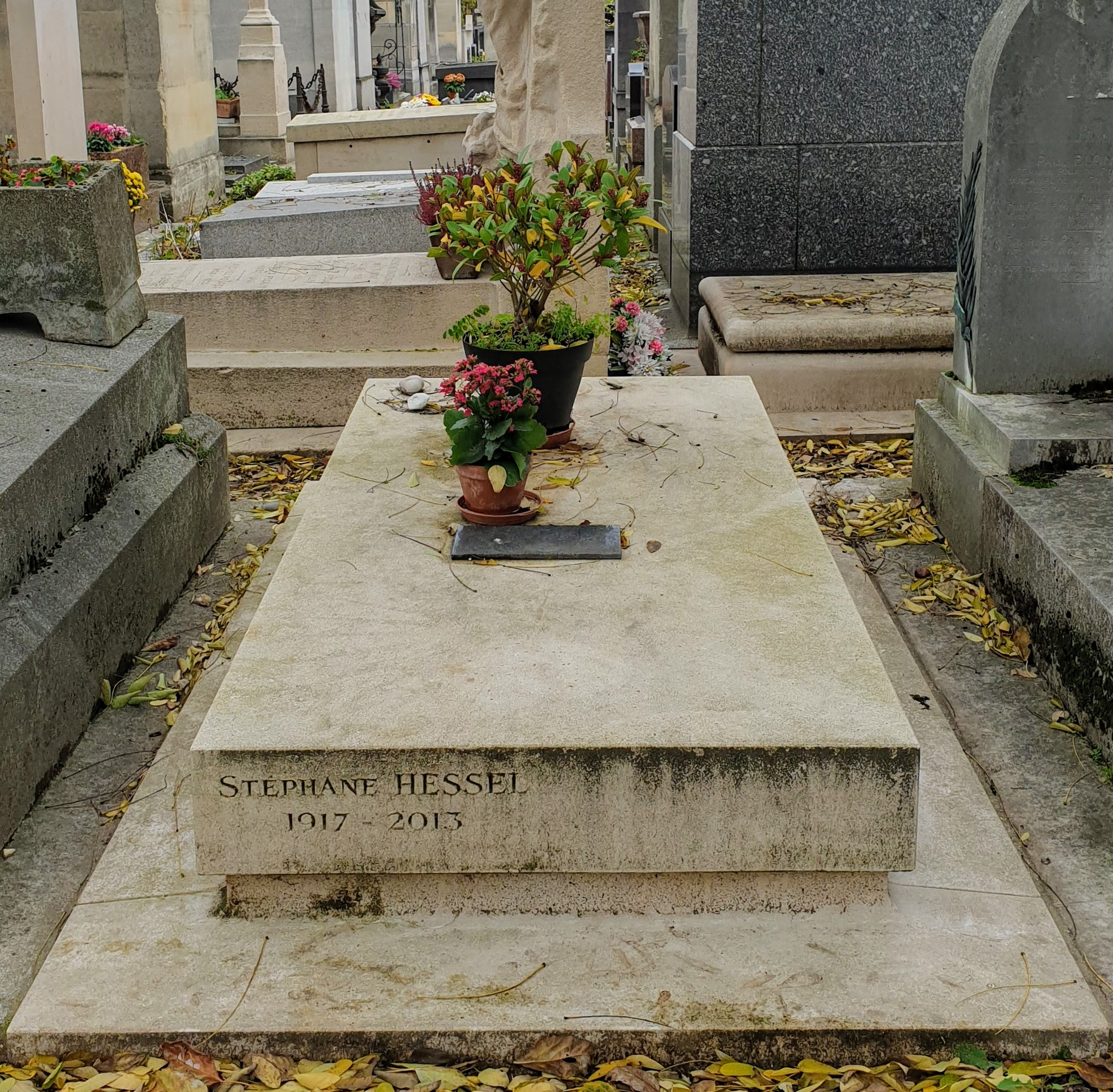
Grab von Stéphane Hessel auf dem Pariser Friedhof Montparnasse

Anlässlich der im März 2009 kurz bevorstehenden Durban-Review-Konferenz sprach er von Fortschritten bei der Verwirklichung der universellen Menschenrechtsdeklaration, da Kolonialismus, Totalitarismus oder Militärregime in mehreren Ländern ihr Ende nähmen. Zugleich warnte er vor Einschränkungen der Rede- und Meinungsfreiheit durch die Gefahr von Medienmonopolen, Übermacht von Konzernen und insbesondere das Bestreben größerer Religionen, die Kritik an der Religion zu unterbinden. Er sprach sich somit gegen ein Verbot der religiösen Diffamierung aus. Die Probleme seien durch Dialog zwischen den größeren Kulturen und Zivilisationen zu lösen.
In seinem Buch Empört Euch! aus dem Jahr 2010, das bis zum Januar 2011 bereits mehr als 900.000 Mal gedruckt worden war, spricht er sich für die Wiederbelebung der Werte der Résistance aus. Er kritisiert im Buch außerdem den Finanzkapitalismus, die Behandlung von Minderheiten wie den Roma oder sogenannten illegalen Einwanderern, plädiert für Gewaltlosigkeit und sieht eine Lösung des Konflikts im Nahen Osten als für die Befriedung weiterer Konflikte elementar an. 2011 wurde er mit dem Prix de l’Académie de Berlin ausgezeichnet.
Stéphane Hessel lebte mit seiner zweiten Frau Christiane Hessel-Chabry in Paris. Er liegt auf dem Cimetière Montparnasse begraben.
Nachdem der Weimarer Stadtrat Stéphane Hessel zu seinem 95. Geburtstag die Ehrenbürgerschaft wegen „mangelndem Bezug zu Weimar“ abgelehnt hatte, hat die Stadt Weimar nunmehr am 9. August 2019 den Platz vor dem neuen Bauhaus-Museum als Stéphane-Hessel-Platz der Öffentlichkeit übergeben.

## Position zum israelisch-palästinensischen Konflikt
Hessel trat oft als Kritiker der Politik des Staates Israel, besonders der militärischen Besatzung und des Siedlungsbaus in den palästinensischen Gebieten hervor. Am 20. Januar 2011 äußerte er sich in der FAZ zum israelisch-palästinensischen Konflikt, indem er ihn am Ende eines längeren Essays zur inneren Verfassung der Konzentrationslager mit der deutschen Besetzung Frankreichs verglich:

„Die durchlässige deutsche Besatzungspolitik gestattete noch am Ende des Krieges eine offene Kulturpolitik. Man durfte in Paris Stücke von Jean-Paul Sartre aufführen oder Juliette Gréco hören. Wenn ich einen kühnen Vergleich als Betroffener wagen darf, so behaupte ich: Die deutsche Besatzung war, wenn man sie zum Beispiel mit der heutigen Besetzung von Palästina durch die Israelis vergleicht, eine relativ harmlose, von Ausnahmen wie den Verhaftungen, Internierungen und Erschießungen, auch vom Raub der Kunstschätze abgesehen. Das war alles schrecklich. Aber es handelte sich um eine Besatzungspolitik, die positiv wirken wollte und deshalb uns Widerstandskämpfern die Arbeit so schwermachte.“

Dieser Aussage widersprach Jonathan Hayoun, Präsident der Vereinigung jüdischer Studenten in Frankreich, am 11. Juli 2012 im Nouvel Observateur unter der Überschrift Hessel und die „harmlose“ deutsche Besetzung. Er kritisierte, dass Hessel von einer „Geschmeidigkeit“ der Okkupation sprach, die „positiv wirken wollte“ und „ziemlich harmlos“ gewesen sei. Hessel stelle beide Verwaltungen auf eine Stufe; die Deportationen von Juden und Résistants blende er aus. Der jüdische Staat sei für Hessel der Feind. Die Gesamtheit aller Zionisten sei schuld an allen Übeln; der Nazismus sei nicht so schlimm, wenn es Theater gab. Hessel antwortete in derselben Ausgabe unter dem Titel: Die „harmlose“ Nazi-Besetzung: Israel kritisieren, ist das Antisemitismus? Er stand im Kern zu seinen Aussagen und warf Hayoun vor, ihn missverstanden zu haben: Er habe nur die Besatzung Frankreichs mit der israelischen Besatzung der palästinensischen Gebiete verglichen, dies sei nicht mit den Verbrechen des Nationalsozialismus als Ganzes oder mit einer Verharmlosung des Holocaust zu verwechseln. Er fand außerdem im Abstand seine Wortwahl zu aufgeregt: „Meine Ausdrücke waren vielleicht vorschnell, fix hingeschrieben, zu blitzartig.“

## Bibliographie
- mit Manfred Flügge und Ulrich Hessel: Le Tourbillon de la vie, la véritable histoire de Jules et Jim en collaboration. Albin Michel, Paris 1994, ISBN 2-226-07475-9.
- Danse avec le siècle. Seuil, Paris 1997, ISBN 2-02-023556-0.
  - Deutsch: Tanz mit dem Jahrhundert. Erinnerungen. Arche, Zürich 1998, ISBN 3-7160-2238-1.
- Dix pas dans le nouveau siècle. Le Seuil, Paris 2002.
- Ô ma mémoire. La poésie, ma nécessité. Seuil, Paris 2006, ISBN 2-02-087393-1.
  - Deutsch: Ô ma mémoire. Gedichte, die mir unentbehrlich sind. Übersetzt von Michael Kogon. Grupello, Düsseldorf 2010, ISBN 978-3-89978-124-3.
- mit Jean-Michel Helvig: Citoyen sans frontières. Conversations avec Jean-Michel Helvig. Fayard, Paris 2008, ISBN 978-2-213-63372-5.
- Indignez-vous! Indigène, Paris 2010, ISBN 978-2-911939-76-1.
  - Deutsch: Empört Euch! Übersetzt von Michael Kogon. Ullstein, Berlin 2011, ISBN 978-3-550-08883-4.
- mit Edgar Morin: Le Chemin de l'espérance. Fayard, Paris 2011.
  - Deutsch: Wege der Hoffnung. Übersetzt von Michael Kogon. Ullstein, Berlin 2012, ISBN 978-3-550-08006-7.
- Engagez-vous! Entretiens avec Gilles Vanderpooten. Aube, La Tour d'Aigues 2011, ISBN 978-2-8159-0229-8.[30]
  - Deutsch: Engagiert Euch! Stéphane Hessel im Gespräch mit Gilles Vanderpooten. Übersetzt von Michael Kogon. Ullstein, Berlin 2011, ISBN 978-3-550-08885-8.
- mit Albert Jacquard: Exigez ! Un désarmement nucléaire total. Stock, Paris 2012, ISBN 978-2-234-07397-5.
- mit Elias Sanbar: Le Rescapé et l’exilé: Israël–Palestine, une exigence de justice. Don Quichotte, Paris 2012, ISBN 978-2-35949-059-6.
  - Deutsch: Israel und Palästina: Recht auf Frieden und Recht auf Land. Übersetzt von Edmund Jacoby. Jacoby & Stuart, Berlin 2012, ISBN 978-3-941787-83-4.
- mit Aung San Suu Kyi: Résistances. Pour une Birmanie libre.Don Quichotte, Paris 2011, ISBN 978-2-35949-042-8.
- À nous de jouer ! Éditions Autrement, Paris 2013, ISBN 978-2-7467-3427-2.
  - Deutsch: An die Empörten dieser Erde! Vom Protest zum Handeln. Hrsg. von Roland Merk. Aufbau, Berlin 2012, ISBN 978-3-351-02758-2.
- mit Tendzin Gyatsho: Déclarons la paix. Pour un progrès de l’esprit. Indigène, Montpellier 2012, ISBN 979-10-90354-19-7.
  - Deutsch: Wir erklären den Frieden!. Ullstein, Berlin 2012, ISBN 978-3-550-08024-1.
- Vivez ! Entretiens avec Édouard de Hennezel et Patrice van Eersel. Carnets Nord, Paris 2012, ISBN 978-2-35536-061-9.
- Tous comptes faits… ou presque. Libella, Paris 2012, ISBN 978-2-266-22852-7.
  - Deutsch: Empörung. Meine Bilanz. Übersetzt von Michael Kogon. Droemer, München 2015, ISBN 978-3-426-30058-9.
- Ma philosophie. Mit Edgar Morin, Gespräche mit Nicolas Truong. Aube, La Tour d'Aigues 2013, ISBN 978-2-8159-0828-3.
- mit Véronique De Keyser: Palestine, la trahison européenne. Fayard, Paris 2013, ISBN 978-2-213-67807-8.
  - Deutsch: Palästina. Das Versagen Europas. Übersetzt von Barbara Heber-Schärer und Ulrike Bokelmann. Rotpunktverlag, Zürich 2014, ISBN 978-3-85869-588-8.
- mit Pascal Lemaître: Dessine-moi un homme. Aube, La Tour d'Aigues 2016, ISBN 978-2-8159-2065-0.

## Preise (Auswahl)
- 1998: Four Freedoms Award, in der Kategorie Freiheit von Not
- 2008: UNESCO-Preisträger (Bilbao Prize for the Promotion of a Culture of Human Rights)[31]
- 2009: Eugen-Kogon-Preis der Stadt Königstein im Taunus
- 2009: Adam Mickiewicz-Preis für Versöhnung und Zusammenarbeit in Europa des Komitees Weimarer Dreieck[32]
- 2011: Prix de l’Académie de Berlin für die deutsch-französischen Beziehungen[10]
- 2012: Prix Mychkine (erstmals 2012 verliehener französischer Kulturpreis, dotiert mit 50.000 Euro)[33][34]
- 2013: Verdienstorden des Freistaats Thüringen[35]

## Film
- Der Diplomat – Stéphane Hessel, Dokumentarfilm über Hessel, Deutschland 1995, Starost Film Verleih & Vertrieb, 80 min.[36]
- Filmbesprechung Der Diplomat (englisch): Variety 1995
- Empört Euch! Engagiert Euch! Stéphane Hessel. Fernsehfilm, Deutschland 2017. Hommage zum 100. Geburtstag, Regie: Antje Starost und Hans Helmut Grotjahn, 52 min.